# عاصم أفندي
أبو الكمال أحمد عاصم أفندي (ت. 1235 هـ / 1819 م)، هو رجل دين مسلم سنّي عثماني، قال في حقّه علي أكبر دهخدا ما تعريبه: «عاصم أفندي، أبو الكمال أحمد، من مشاهير العلماء والمؤلّفين في القرن الثالث عشر الهجري، وكان بصيراً في الأدب واللغات العربيّة والفارسيّة والتركيّة، وكان مواظباً على التدريس في إسلامبول».(1) ومن آثاره: الأوقيانوس البسيط في ترجمة القاموس المحيط، ترجم فيه كتاب القاموس المحيط للفيروزآبادي إلى اللغة التركية باللسان العثماني، وله كذلك ترجمة برهان قاطع للتبريزي من الفارسيّة إلى التركيّة، وله كتاب بعنوان الوقائع السليمة.

## هوامش
- 1 ونصّ عبارته: «عاصم افندی . [ ص ِ اَ ف َ ] (اِخ ) ابوالکمال احمد. از مشاهیر علما و مؤلفان قرن سیزدهم هجری است . وی در ادبیات و لغات عربی و فارسی و ترکی بصیرتی داشت و در اسلامبول تدریس میکرد».[3]